# マルクス・ショップ
マルクス・ショップ（Markus Schopp、1974年2月22日 - ）は、オーストリア・シュタイアーマルク州グラーツ出身の元サッカー選手であり、元オーストリア代表選手。現サッカー指導者。現役時代のポジションはミッドフィールダー。

## 選手経歴

### クラブ
地元グラーツのアマチュアクラブでサッカーをはじめ、1987年からオーストリア・ブンデスリーガ1部に属するSKシュトゥルム・グラーツのアカデミーに在籍。1991年、SKシュトゥルム・グラーツが徹底的な若返りを進めたため、トップチームでプレーするチャンスが巡ってくる。18歳でオーストリア・ブンデスリーガ1部でのデビューを果たし、1992年に監督に就任したイビチャ・オシム監督の下では中盤の主力選手としてトップチームに定着。イヴィツァ・ヴァスティッチ（後に名古屋グランパスでプレー）やマリオ・ハース（後にジェフユナイテッド市原・千葉でプレー）からなる強力なFW陣を中盤から支えた。得点力の高い中盤選手として得点チャンスを演出、オーストリア・ブンデスリーガ1部では合計236試合に出場し、37得点を記録した。現FC町田ゼルビア監督のランコ・ポポヴィッチもSKシュトゥルム・グラーツ時代のチームメートであった。
オシム体制時の主力選手として1994-95年シーズンと1995-96年シーズンでは2年連続でオーストリア・ブンデスリーガ1部準優勝。さらに1995-96年シーズンでは、クラブ史上初のタイトルとなるオーストリア・カップでの優勝を果たす。
1996年7月、ドイツ・ブンデスリーガ1部に属する名門ハンブルガーSVへ移籍。ドイツでの初シーズンでは公式戦38試合に出場し5得点を記録する。フェリックス・マガト監督の下、22歳でUEFAカップにも出場。同大会でのデビュー戦は1996年9月10日のアウェーで行われたセルティックFC戦であった（2-0で勝利）。DFBポカールの決勝トーナメントでは、右サイドのウィングバックとしての出場ながら2試合連続で先取点を決め、チームを準決勝進出に導いた。この時期のチームメートには後にFCバイエルン・ミュンヘンでスポーツディレクターに就任するハサン・サリハミジッチや後にリバプールFCの主力DFになるステファヌ・アンショズらがいる。
複数のポジションをこなせる攻撃的MFとしてのプレーが当時ドイツ代表監督を務めていたベルティ・フォクツの目に留まり、選手本人の先祖にドイツ人がいる事からフォクツからドイツ国籍の取得とオーストリア代表からドイツ代表への「移籍」が可能かどうか打診されている。
1998年1月、ドイツ・ブンデスリーガ1部の他クラブからのオファーが複数届いたものの、UEFAチャンピオンズリーグでのプレーを求め再びオーストリア・ブンデスリーガ1部に属するSKシュトゥルム・グラーツに復帰。
イビチャ・オシム体制での不動の中盤選手として2季連続の国内リーグ優勝と1度のオーストリア・カップ優勝を果たし、UEFAチャンピオンズリーグの本大会には3季連続で出場した。特にイビチャ・オシム率いるSKシュトゥルム・グラーツの名声を確たるものとしたのは2000-01年シーズンのUEFAチャンピオンズリーグ。レンジャーズFC、ガラタサライ、ASモナコと同組に入ったグループリーグを首位で突破したが、ショップはホームのガラタサライ戦で1得点、2-0で勝利したASモナコ戦では全得点を決めグループリーグ突破に大きく貢献した。
2001年9月、イタリア・セリエAに属するブレシア・カルチョからオファーを受け、再びSKシュトゥルム・グラーツを離れることになった。同クラブ在籍中は「オシムの愛弟子」と評価され、イビチャ・オシム監督の下、通算217試合に出場し42得点を記録した。
ブレシア・カルチョでは現マンチェスター・シティFCで監督を務めるジョゼップ・グアルディオラやイタリア代表FWとして2006年FIFAワールドカップ ドイツ大会で優勝を果たしたルカ・トーニらと共にプレー。
1993年にはFIFA世界年間最優秀選手賞を受賞したイタリア代表FWロベルト・バッジョの現役最後の得点をアシストしたのはショップであった（2004年5月9日、SSラツィオ戦）。
20005-06年シーズンはオーストリア・ブンデスリーガ1部に属するFCレッドブル・ザルツブルク、2006-07年シーズンはアメリカ合衆国のメジャーリーグサッカーに属するニューヨーク・レッドブルズでブルース・アリーナ監督の下でプレー。2007年12月に現役生活を退いた。

### オーストリア代表
オーストリアのU-18及びU-21代表として多くの国際試合を経験した後、1995年から2006年までオーストリアA代表に招集された。A代表におけるデビュー戦はUEFA欧州選手権1996予選ラウンドのラトビア代表戦。A代表選手として通算56試合に出場し6得点を記録した。フランスで開催された1998 FIFAワールドカップ本大会にも出場している。

## 指導者経歴

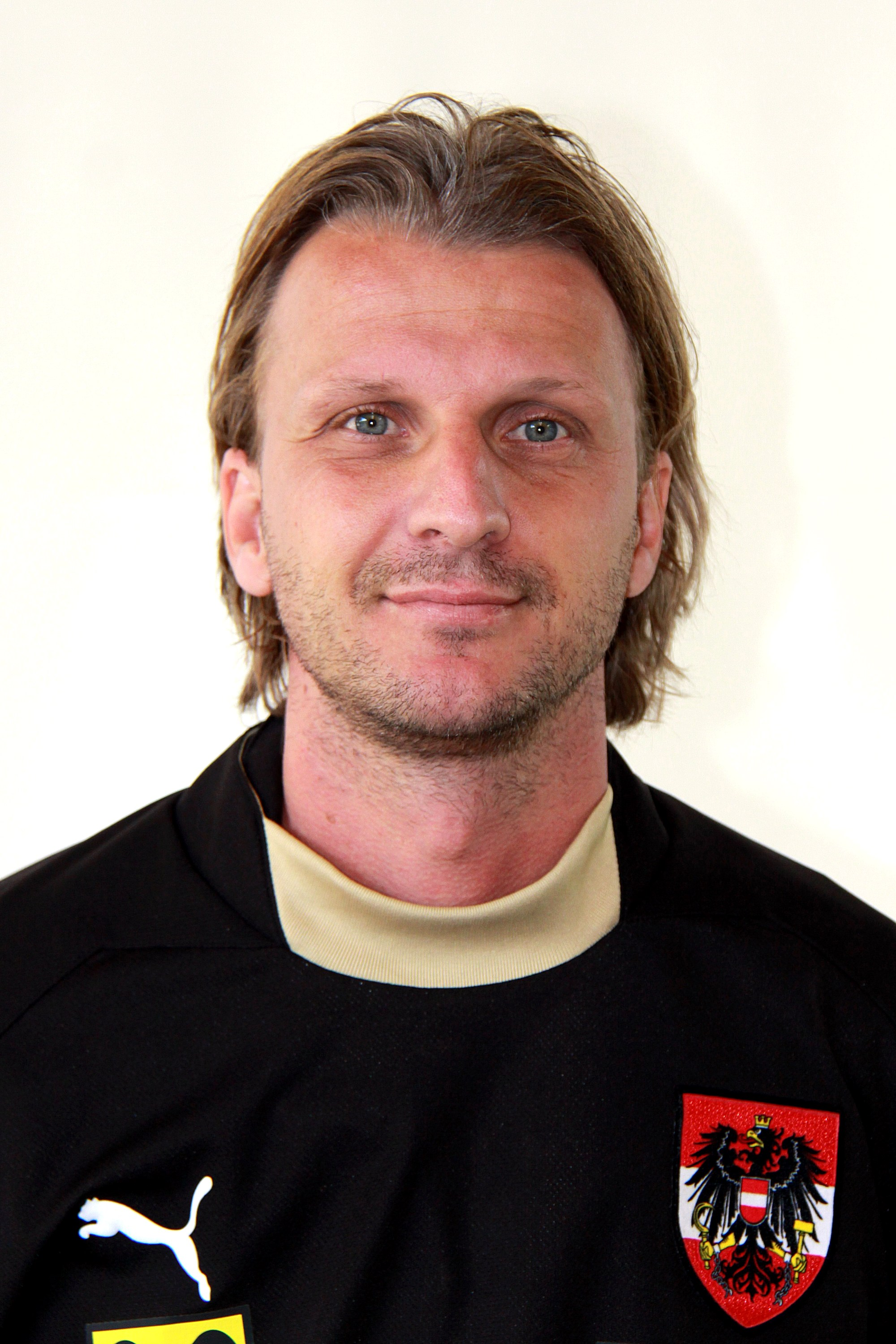
オーストリアU-21代表ヘッドコーチ時代のショップ

2008年1月半ばから5月末までメジャーリーグサッカーのニューヨーク・レッドブルズのアカデミーで指導した後、2009年1月21日にSKシュトゥルム・グラーツに指導者として復帰。2017年6月までの通算8年半に渡って育成部門やユースアカデミー、セカンドチームの監督を務め、2013年4月からはトップチームの暫定監督も任された。
また、2010年9月からは2011年7月まではオーストリアU-21代表のヘッドコーチも兼任した。この時期の教え子に後にアイントラハト・フランクフルトのセンターバックとしてUEFAヨーロッパリーグで優勝するマルティン・ヒンターエッガーや現在もイングランド・ブリストル・シティFCでプレーするFWアンドレアス・ヴァイマンらがいる。
2017年9月13日、オーストリア・ブンデスリーガ1部に属するSKNザンクト・ペルテンのヘッドコーチに就任。
2018-19シーズン、同じくオーストリア・ブンデスリーガ1部に属するTSVハルトベルクの監督に就任した。クラブの歴史上初めて1部に昇格したチームの基盤を構築し、順位表では3年連続でチームを中位に押し上げた。2019-20年シーズンにはブンデスリーガの上位プレーオフに進出、同じくクラブ創設以来初となる欧州カップ出場権（UEFAヨーロッパリーグ）獲得に導いた。
2021-22シーズン、イングランドのEFLチャンピオンシップに属するバーンズリーFCの監督に就任した。
2022年3月、代表監督職を辞任したフランコ・フォーダの後継者としてオーストリアA代表監督の候補になった。オーストリアサッカー協会との話し合いが行われたが、最終的にはプレミアリーグでマンチェスター・ユナイテッドFCを率いていたラルフ・ラングニックが代表監督に就任する事が2022年4月29日に公表された。

## 人物
- 2012年に欧州最高位指導者ライセンスのUEFAプロライセンスを取得、2017年にはドイツの専門学校で試合分析の専門コースを卒業した[20]。
- スポーツ専門チャンネルのオーストリア版Sky Sports(スカイスポーツ)でオーストリア・ブンデスリーガやUEFAチャンピオンズリーグ、UEFAヨーロッパリーグの試合の戦術解説も行っている[21][22]。
- 現役時代にチームメートであった現マンチェスター・シティFC監督のジョゼップ・グアルディオラとは今でも親交が深く、度々バルセロナやマンチェスターを訪れてはグアルディオラの指導現場を訪問したり食事を共にしたりしている[23][9]。同じくチームメートであったロベルト・バッジョとグアルディオラの違いを聞かれた際、ショップは「ペップは現役時代からサッカーの戦略について色々な考えを持っていて将来監督になるだろうと思ったが、ロベルトはサッカー界との付き合い方が全く違った。ペップが指導者になってロベルトがならなかったのはある意味自然の流れ、驚きでは全く無かった」と語った[10]。
- 現役時代は特に女性からの人気が高く「ブロンダー・エンゲル」（金髪の天使）と呼ばれた。
- 起業家や経営者を対象としたチームビルディングやリーダーシップに関するセミナーやワークショップに度々ゲスト講師として招待されている[24]。

## 代表歴

### 出場大会
- オーストリア代表
  - 1998 FIFAワールドカップ

### 試合数
- 国際Aマッチ 56試合 6得点（1995年-2005年）[25]

| オーストリア代表 | 国際Aマッチ | 国際Aマッチ |
| 年               | 出場        | 得点        |
| ---------------- | ----------- | ----------- |
| 1995             | 4           | 1           |
| 1996             | 6           | 0           |
| 1997             | 4           | 0           |
| 1998             | 5           | 0           |
| 1999             | 3           | 0           |
| 2000             | 6           | 0           |
| 2001             | 6           | 0           |
| 2002             | 4           | 1           |
| 2003             | 7           | 1           |
| 2004             | 7           | 3           |
| 2005             | 4           | 0           |
| 通算             | 56          | 6           |

## 獲得タイトル
SKシュトゥルム・グラーツ
- オーストリア・ブンデスリーガ 優勝:2回（1997-98、1998-99）
- オーストリア・カップ 優勝:2回（1995-96、1998-99）
- オーストリア・スーパーカップ 優勝:2回（1998、1999）